# Lactobacillus acidophilus
Lactobacillus acidophilus – bakterie Gram-dodatnie i na ogół nieruchliwe pałeczki, gatunek pałeczek kwasu mlekowego. Razem ze Streptococcus salivarius powszechnie używany przy produkcji wyrobów mlecznych (np. jogurtu).
Jej nazwa wywodzi się od łac. -lacto – mleko, -bacillus – o kształcie laseczki i acidophilus – lubiący kwas. Bakteria ta dobrze rozwija się w bardziej zakwaszonym środowisku (pH 4-5 albo niższe) niż większość mikroorganizmów, najlepiej służy jej temperatura ok. 45 stopni Celsjusza.
Naturalnie występuje w wielu produktach żywnościowych (mleko i jego przetwory, mięso, zboża), a także w przewodzie pokarmowym i jamie ustnej ludzi i zwierząt oraz w końcowej części dróg rodnych.
Lactobacillus acidophilus tak jak większość bakterii z rodzaju Lactobacillus posiada zdolność przekształcania laktozy w kwas mlekowy w procesie fermentacji mlekowej. Niektóre spokrewnione z nią gatunki w tym procesie wytwarzają jeszcze etanol, dwutlenek węgla i kwas octowy. Natomiast sama L. acidophilus wytwarza tylko kwas mlekowy.
Jest wrażliwa na wilgoć, wysoką temperaturę oraz bezpośrednie nasłonecznienie.
W 2002 r. opracowano kompletną mapę genomu tej bakterii.
Bakteria ta jest uważana za probiotyczną i wywierającą korzystny wpływ na organizm człowieka. Dzięki jej działalności w przewodzie pokarmowym (razem z innymi bakteriami tworzy tzw. Mikrobiotę jelitowa) wytwarzane jest środowisko, które zapobiega rozwojowi niektórych szkodliwych mikroorganizmów, ponadto uczestniczy w produkcji niacyny, kwasu foliowego i witaminy B6.
Obecność tej bakterii w pochwie u kobiet poprzez produkcję kwasu pomaga kontrolować niepożądany wzrost grzyba – Candida albicans.
Antybiotyki zażywane doustnie niszczą tę bakterię, dlatego też zalecane jest podczas kuracji antybiotykowej zażywanie leków osłonowych.